# 駄科站
駄科站（日语：／ Dashina-eki */?）是一個位於日本長野縣飯田市駄科下平，屬於東海旅客鐵道（JR東海）飯田線的鐵路車站。

## 車站構造
側式月台1面1線的地面車站。此站是由飯田站管理的無人站，故不設站舍，但設有候車室。1989年前拆除對向式月台的1條軌道。

## 相鄰車站
| 月台 | 路線   | 方向 | 目的地         |
| ---- | ------ | ---- | -------------- |
| 1    | 飯田線 | 上行 | 時又、豐橋方向 |
| 1    | 飯田線 | 下行 | 毛賀、辰野方向 |

## 历史
- 1927年（昭和2年）4月8日 - 伊那電氣鐵道駄科 - 毛賀延伸段通車，本站開業。
- 1943年（昭和18年）8月1日 - 伊那電氣鐵道線飯田線部份收歸國有，成為國鐵車站。
- 1971年（昭和46年）12月1日 - 停止貨運服務與行李託運（變為旅客站）。
- 1984年（昭和59年）2月24日 - 改為無人服務站。
- 1987年（昭和62年）4月1日 - 國鐵分割民營化，改歸東海旅客鐵道。
- 1989年（平成1年）9月19日 -停止使用列車交會設施。
- 1998年（平成10年）5月23日 -站房遭縱火全毀；經偵查後逮捕了住在市內的高中生嫌犯。
- 1999年（平成11年）2月1日 - 候車室完工。

## 使用情況
1日平均上車人次如下表。
| 上車人次推移 | 上車人次推移 |
| 年度         | 1日平均人數  |
| ------------ | ------------ |
| 2003         | 197          |
| 2004         | 190          |
| 2005         | 198          |
| 2006         | 194          |
| 2007         | 190          |
| 2008         | 189          |
| 2009         | 160          |
| 2010         | 154          |
| 2011         | 144          |
| 2012         | 160          |
| 2013         | 139          |
| 2014         | 149          |
| 2015         | 150          |
| 2016         | 151          |
| 2017         | 157          |

## 車站周邊
- 駄科郵局
- 國道151號

## 相鄰車站
東海旅客鐵道（JR東海）
 飯田線
時又－駄科－毛賀